# Texas Carnival
Texas Carnival är en amerikansk musikalfilm i Technicolor från 1951 i regi av Charles Walters. I huvudrollerna ses Esther Williams, Red Skelton och Howard Keel. Filmen var den andra av tre filmer Williams och Keel gjorde tillsammans, de andra två är Söderhavets sång (1950) och Jupiters älskling (1955).

## Rollista i urval
- Esther Williams - Debbie Telford
- Red Skelton - Cornie Quinell
- Howard Keel - Slim Shelby
- Ann Miller - Sunshine Jackson
- Paula Raymond - Marilla Sabinas
- Keenan Wynn - Dan Sabinas
- Glenn Strange - Tex Hodgkins
- Tom Tully - Sheriff Jackson